# Ana Razpotnik Donati
Ana Razpotnik Donati, slovenska slikarka in ilustratorka, * 24. december 1978, Ljubljana, Slovenija.
Po Srednji šoli za oblikovanje in fotografijo v Ljubljani, smer grafično oblikovanje, je študirala likovno pedagogiko na Pedagoški fakulteti v Ljubljani. Je samozaposlena v kulturi, ilustrira knjige za otroke in mladino ter od leta 1999 sodeluje z revijami Ciciban, Cicido, Pil, Kekec in Mavrica. Zraven ilustriranja tudi slika, kipari, izdeluje lutke in grafike. Živi in ustvarja v Perugii v Italiji.

## Dela

### Pomembnejše knjižne ilustracije
- Otroške zavozlanke (2004) (COBISS)
- Zajčki (2004) (COBISS)
- Čarobni mlinček (2007) (COBISS)
- Rožnati avtobus (2007) (COBISS)
- Čarmelada (2008) (COBISS)
- Ciper coper medenjaki (2008) (COBISS)
- Snežno beli hribčki (2008) (COBISS)
- Detektivka Zofija (2009) (COBISS)
- Snežnosek (2010) (COBISS)
- Mavrični balon (2010) (COBISS)
- Kekec iz 2. b (2011) (COBISS)
- Kako so si Butalci omislili pamet (2011) (COBISS)
- Laž in njen ženin (2012) (COBISS)
- Kdo si pa ti? (2014) (COBISS)
- Butalski policaj in Cefizelj (2015) (COBISS)

### Razstave
- Bienale ilustracij
- Mostra internazionale d'illustrazione per l'infanzia di Sarmede, Italija
- Samostojna razstava v Knjižnici Bežigrad (2004)
- Samostojna razstava v Galeriji Haček, Celovec (2004)
- Samostojna razstava v galerija Lična hiša, Ajdovščina (2005)
- Samostojna razstava v galeriji Il Giannicolo, Perugia (2007)

## Vir
- Veler Alenka, ur. (2005). Album slovenskih ilustratorjev. Ljubljana : Mladinska knjiga. COBISS 219779072. ISBN 86-11-16562-4.
- Osebnosti: veliki slovenski biografski leksikon. Mladinska knjiga, Ljubljana. 2008. COBISS 241136128. ISBN 978-961-01-0504-6.

1. ↑  https://european-art.net/person/redirect?i=7&p=21366
2. ↑  https://european-art.net/person/redirect?i=7&p=17750